# Intersubjektivita
Intersubjektivita je pojem používaný v psychologii, filozofii, sociologii či antropologii k popisu psychických vztahů mezi lidmi. V lingvistice dosud nepříliš akcentovaný[zdroj⁠?!], přesto pro popis komunikace stěžejní. Intersubjektivita je schopnost/možnost sdílení něčeho (duševní povahy) mezi subjekty. Intersubjektivní je takový jev, který je přístupný více než jednomu subjektu, je přístupný více myslím. Fakt intersubjektivity umožňuje lidem (subjektům) obecně sdílení obsahů, zaujetí odlišné než vlastní perspektivy, vcítění do druhého člověka. Intersubjektivita je tedy nutnou podmínkou pro jevy tohoto typu, podmínkou existence jazyka a fungování komunikace.
Obdobně intersubjektivní zkušenost je potom taková zkušenost, kterou sdílí řada subjektů a je jim společná. Není objektivní ve smyslu předmětné skutečnosti pozorované ve vnějším světě. Ale není ani subjektivní v tom smyslu, že by ji každý subjekt prožíval jinak. Například při uplatnění empatie lidé intersubjektivně sdílejí společný duševní stav. Pojem zavedl Edmund Husserl počátkem 20. století.
Schopnost intersubjektivního vnímání je v současnosti vysvětlována i na neuronální úrovni – existencí tzv. zrcadlových neuronů.

## Fenomenologie
Ve fenomenologii Edmunda Husserla intersubjektivita ustavuje schopnost vnímat druhý subjekt jako subjekt (tzn. nikoli objekt), tedy vnímat ho jako celek tělesna a duševna. Člověk, na základě vnímání sebe sama jako subjektu, může v okolním světě nalézat jiné subjekty a jako subjekty je rozpoznávat. Fenomenologie, která se zabývá postižením „podmínek a předpokladů zkušenosti“, popisuje, jak nejobecněji jsou utvářeny možnosti člověka ve světě; na úrovni subjektu se konstituuje sféra primordiální (prvotní), která je ale nestálá, nemůže fungovat sama o sobě: „...pro Husserla horizont primordiality není jenom nutně konečným a omezeným horizontem, ale stejně nezbytně i horizontem otevřeným, zákonitě implikujícím možnost a nutnost transcendence, a to především transcendence směrem k druhému já.“ Tak se konstituuje sféra intersubjektivní. A vzhledem k možnosti zakusit prostřednictvím intersubjektivity společnou zkušenost je pak možno mluvit o objektivním světě. Tato společná zkušenost je zárukou toho, že všechny subjekty se pohybují v jednom společném (tedy objektivním) světě. Intersubjektivita je zárukou objektivity.

### Triangulace
Na co jiný subjekt reaguje určíme jedině podle toho, že jeho reakce, které považujeme za podobné, se vyskytují v přítomnosti stimulů, které rovněž považujeme za podobné – musí tedy být přítomna také naše reakce na stimul. Reagují-li tedy dvě bytosti (dva subjekty) podobně v přítomnosti téhož stimulu, lze tento stimul určit – tato interakce se nazývá triangulace, protože vytváří myšlený trojúhelník, jehož vrcholy jsou dva subjekty a jeden stimul. Podstatnou složkou triangulace je, že subjekty jsou si této interakce vědomy. Jedině tak ji mohou využít v komunikaci, tedy ustavování sdílených obsahů. Aby mohl být jazyk nějakým specifickým jazykem, musí existovat v interakci alespoň dvou mluvčích. 

Na základě takových interakcí – vědomých reakcí na tytéž stimuly – se vytváří mezi mluvčími pojem intersubjektivní pravdy nebo sdíleného intersubjektivního světa.

## Donald Davidson
Lingvistickému úhlu pohledu jsou blíže myšlenky Donalda Davidsona, který se k problematice intersubjektivity vyslovuje z pozice (post)analytické filozofie a uvažuje o roli intersubjektivity konkrétněji přímo v souvislosti s jazykem (co opodstatňuje tvrzení o intersubjektivní/sociální povaze jazyka?).

### Triangulace
Uvažujeme-li jednotlivou bytost samu o sobě, pak její odpovědi, lhostejno jak komplexní, nemohou ukázat, že reaguje (nebo myslí) na události v určité vzdálenosti, a ne třeba na události na její pokožce. (...) jde o to, že bez druhé bytosti, která by reagovala na tu první, nelze na tuto otázku [na co subjekt reaguje] vůbec odpovědět. A nelze-li na tuto otázku odpovědět, pak nelze odpovědět ani na otázku, jakým jazykem ta bytost mluví. Označit jazyk jako ten, jímž se mluví, totiž vyžaduje, aby promluvy byly spárovány s předměty a událostmi ve světě.

Na co jiný subjekt reaguje určíme jedině podle toho, že jeho reakce, které považujeme za podobné, se vyskytují v přítomnosti stimulů, které rovněž považujeme za podobné – musí tedy být přítomna také naše reakce na stimul. Reagují-li tedy dvě bytosti (dva subjekty) podobně v přítomnosti téhož stimulu, lze tento stimul určit – tato interakce se nazývá triangulace, protože vytváří myšlený trojúhelník, jehož vrcholy jsou dva subjekty a jeden stimul. Podstatnou složkou triangulace je, že subjekty jsou si této interakce vědomy. Jedině tak ji mohou využít v komunikaci, tedy ustavování sdílených obsahů. Aby mohl být jazyk nějakým specifickým jazykem, musí existovat v interakci alespoň dvou mluvčích.
Na základě takových interakcí – vědomých reakcí na tytéž stimuly – se vytváří mezi mluvčími pojem intersubjektivní pravdy nebo sdíleného intersubjektivního světa.
Tato intersubjektivní pravda je nezbytnou podmínkou pro zaujímání propozičních postojů (přesvědčení, záměr, přání, obava,...), tedy pro myšlení a jazyk vůbec. Subjekt nemůže být o něčem přesvědčen, aniž by si byl vědom možného kontrastu mezi svým přesvědčením a realitou, přitom tato realita, resp. pojem o ní se ustavuje v interakci a má tedy intersubjektivní povahu. Vztah mezi realitou (objektivní) a intersubjektivní pravdou u Davidsona není jednoznačně specifikován: „...Davidson cannot be easily situated with respect to the realist/anti-realist controversy that, until quite recently, was a major concern of many anglo-american philosophers. The Davidsonian position has, nevertheless, been variously assimilated, at different times and by different critics, to both the realist and the anti-realist camp. Yet realism and anti-realism are equally unsatisfactory from a Davidsonian point of view, since neither is compatible with the holistic and externalist character of knowledge and belief. Realism makes truth inaccessible (inasmuch as it admits the sceptical possibility that even our best-confirmed theories about the world could all be false), while anti-realism makes truth too epistemic (inasmuch as it rejects the idea of truth as objective).“ (Davidson nemůže být ve sporu mezi realismem a antirealismem, který byl ještě docela nedávno ve středu zájmu mnoha angloamerických filozofů, jednoznačně přiřazen na jednu nebo druhou stranu. Davidsonovská pozice byla nicméně mnohokrát mnohými kritiky různě přizpůsobována táboru jedněch i druhých. Přesto jsou z Davidsonova úhlu pohledu realismus i antirealismus oba stejně neuspokojivé, jelikož ani jeden není kompatibilní s holistickou a externalistickou povahou poznání a přesvědčení. Realismus činí pravdu nepřístupnou (natolik, nakolik připouští skeptickou možnost, že i naše nejpodepřenější teorie o světě se mohou mýlit), kdežto antirealismus ji dělá příliš epistemickou (vzhledem k tomu, že odmítá myšlenku objektivní pravdy).)